# Jean-Paul Cointet
Jean-Paul Cointet, né en 1939 à Moulins, est un historien français. Il est spécialiste de la France de Vichy.

## Biographie
Ancien élève de l’École normale supérieure de Saint-Cloud (L 1960), Jean-Paul Cointet est agrégé d'histoire.
Sa thèse d'Etat, soutenue en 1991 à l'Université Paris Sorbonne sous la direction de Jean-Marie Mayeur, s'intitule "La légion française des combattants (1940-1944) : mouvement civique et parti unique sous l'État français".
Professeur émérite des universités (université d'Amiens), maître de conférences honoraire à l'Institut d'études politiques de Paris, ses travaux allient à la connaissance du régime de Vichy et du gaullisme une maîtrise de l'histoire politique de la France,. Jean-Paul Cointet est également membre du conseil scientifique de l'Institut Georges-Pompidou. Il reçoit en 1999 le prix d'Académie de l'Académie française, et le prix Thiers en 2012. Il s'attache également à diffuser les acquis de la recherche scientifique par des conférences, ou en participant à des documentaires, comme cette intervention avec Bénédicte Vergez-Chaignon dans un documentaire de Serge Moati, Sigmaringen, le dernier refuge, consacré aux derniers soubresauts de la Collaboration en France.
Son épouse, Michèle Cointet, est également une historienne spécialiste du régime de Vichy.

## Publications
- La France libre, PUF, 1975.
- Pierre Laval, Fayard, 1993  (ISBN 978-2213028415).
- La Légion française des combattants 1940-1944 : la tentation du fascisme, Albin Michel, 1995  (ISBN 978-2226078674). Réédition en 2016 chez le même éditeur.
- Histoire de Vichy, Plon, 1996 ; réédition Perrin 2003  (ISBN 978-2262020224).
- Marcel Déat : du socialisme au national-socialisme, Perrin, 1998  (ISBN 978-2262012274)[2].
- Dictionnaire historique de la France sous l'Occupation (dir.), Tallandier, 2000  (ISBN 978-2235022347).
- Paris 40-44, Perrin, 2001  (ISBN 978-2262015169).
- Un politique : Georges Pompidou (dir.), PUF, 2001  (ISBN 978-2130515685).
- Sigmaringen, Perrin, 2003  (ISBN 978-2262018238).
- Expier Vichy : l'épuration en France (1943-1958), Perrin, 2008  (ISBN 978-2262022006).
- Georges Pompidou et les élections (1962-1974) (dir), Peter Lang, 2008.
- Hippolyte Taine – Un regard sur la France, Perrin, 2012[6].
- Hitler et la France, Perrin, 2014[7].
- Les Hommes de Vichy – L'illusion du pouvoir, Paris, Perrin, 2017, 374 p. (ISBN 978-2-262-04929-4).
- De Gaulle. Portrait d'un soldat en politique, Perrin, 2020.